# François Verwilt
François Verwilt (* ca. 1623 in Rotterdam; † 1691 ebenda) war ein holländischer Maler.

## Leben
Sein Vater war der Maler Adriaen Verwilt (Antwerpen 1582–1639). Fest steht, dass Verwilt mit Johann Liss, Jan Baptist Weenix, Jan van Haensbergen und Daniel Vertangen Schüler des Cornelis van Poelenburgh (1586–1667) aus Utrecht war. Verwilt spezialisierte sich nicht ausschließlich auf die Historien- und Landschaftsmalerei seines Lehrers. Er malte zwar eine Reihe religiöse biblische Szenen in Landschaften wie Poelenburgh, darunter eine Reihe von Marienbildern, die eher für katholische (wohl flämische) Kunden gedacht waren, aber auch bürgerliche Interieurs von Festen und  Spielen sowie Szenen bäuerlicher Genremalerei. Hinzu kommen Porträts und Stillleben. Seine Farbgebung ist kühl emailleartig, aber er hat später auch Bilder in der Manier von Rembrandt mit chiaroscuro Effekten in Brauntönen gemalt. Haupttätigkeit in Utrecht und Rotterdam, wo er zeitlebens wohnte. Er wirkte auch  kürzere Zeit in Middelburg (Zeeland) und war Mitglied der Lukasgilde. Seine Schüler waren Cornelis Cingelaar und Peter Hovius.
Seine Bilder sind in  Museen in Amsterdam, Rotterdam, Haarlem, Budapest, Leningrad, Mainz, Osnabrück, Paris, Wien. Es fehlt eine eingehende Biografie oder Monografie zu seinen Werken.

## Anmerkung
1. ↑  auch 1620 und 1618 werden öfters als sein Geburtsjahr genannt

| Personendaten    | Personendaten       |
| ---------------- | ------------------- |
| NAME             | Verwilt, François   |
| KURZBESCHREIBUNG | holländischer Maler |
| GEBURTSDATUM     | um 1623             |
| GEBURTSORT       | Rotterdam           |
| STERBEDATUM      | 1691                |
| STERBEORT        | Rotterdam           |